# Base Naval de Berga
A Base Naval de Berga (em sueco: Berga örlogsbas) está situada na pequena localidade de Berga, localizada no fiorde de Hårsfjärden, no arquipélago de Estocolmo.                                                                                                                 

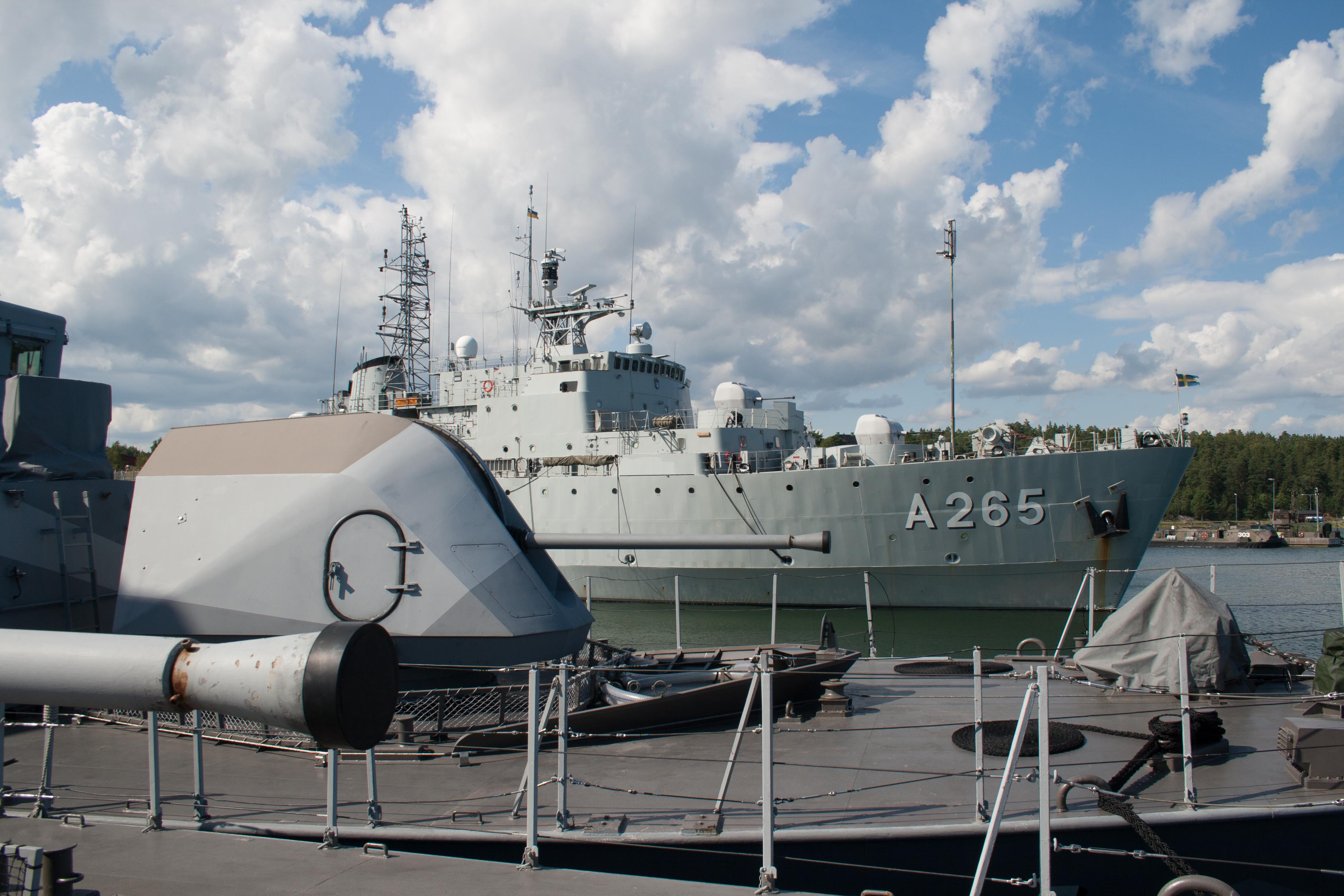
Navios de guerra em Berga

Atualmente alberga a 4ª Flotilha de Combate Naval e o Regimento Anfíbio de Estocolmo, assim como o Grupo de Södertörn (responsável pela formação e organização de batalhões da Guarda Nacional Sueca).

## Cooperação com aNATO
Pelo acordo de cooperação reforçada no domínio da defesa, assinado pela Suécia e pelos Estados Unidos, foi regulada a utilização das instalações da Base Naval de Berga pelas forças armadas americanas.	
  

## Galeria

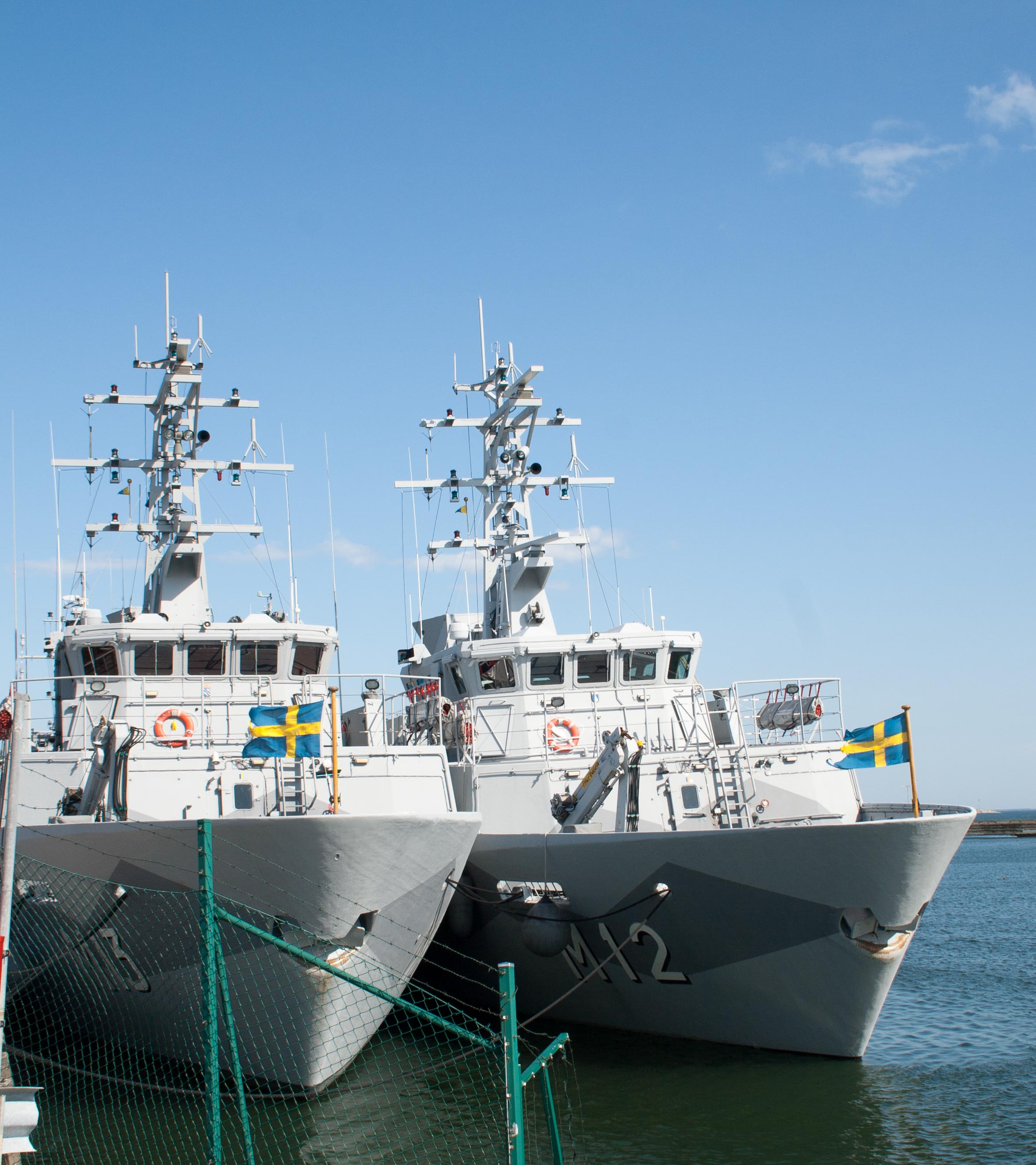
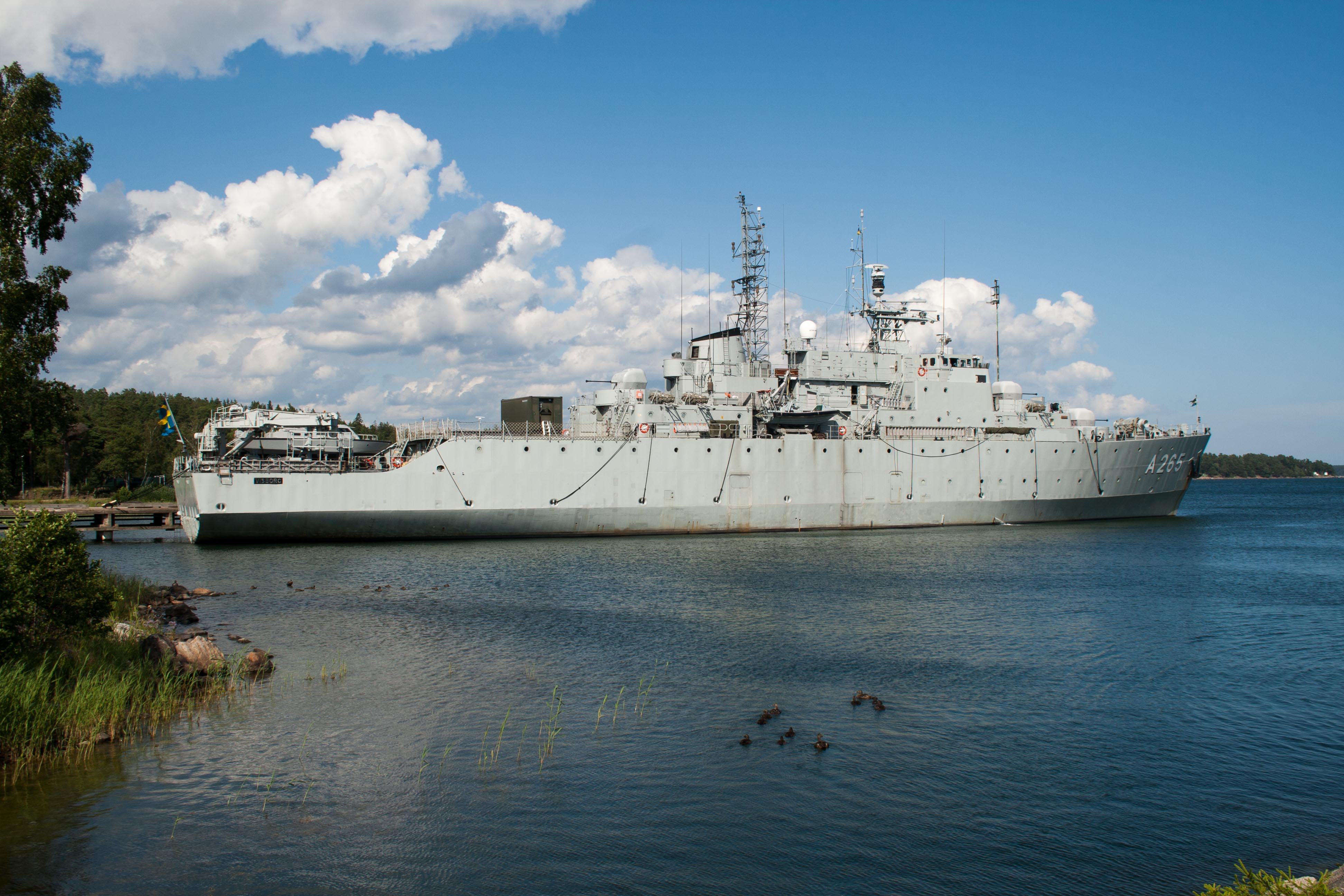
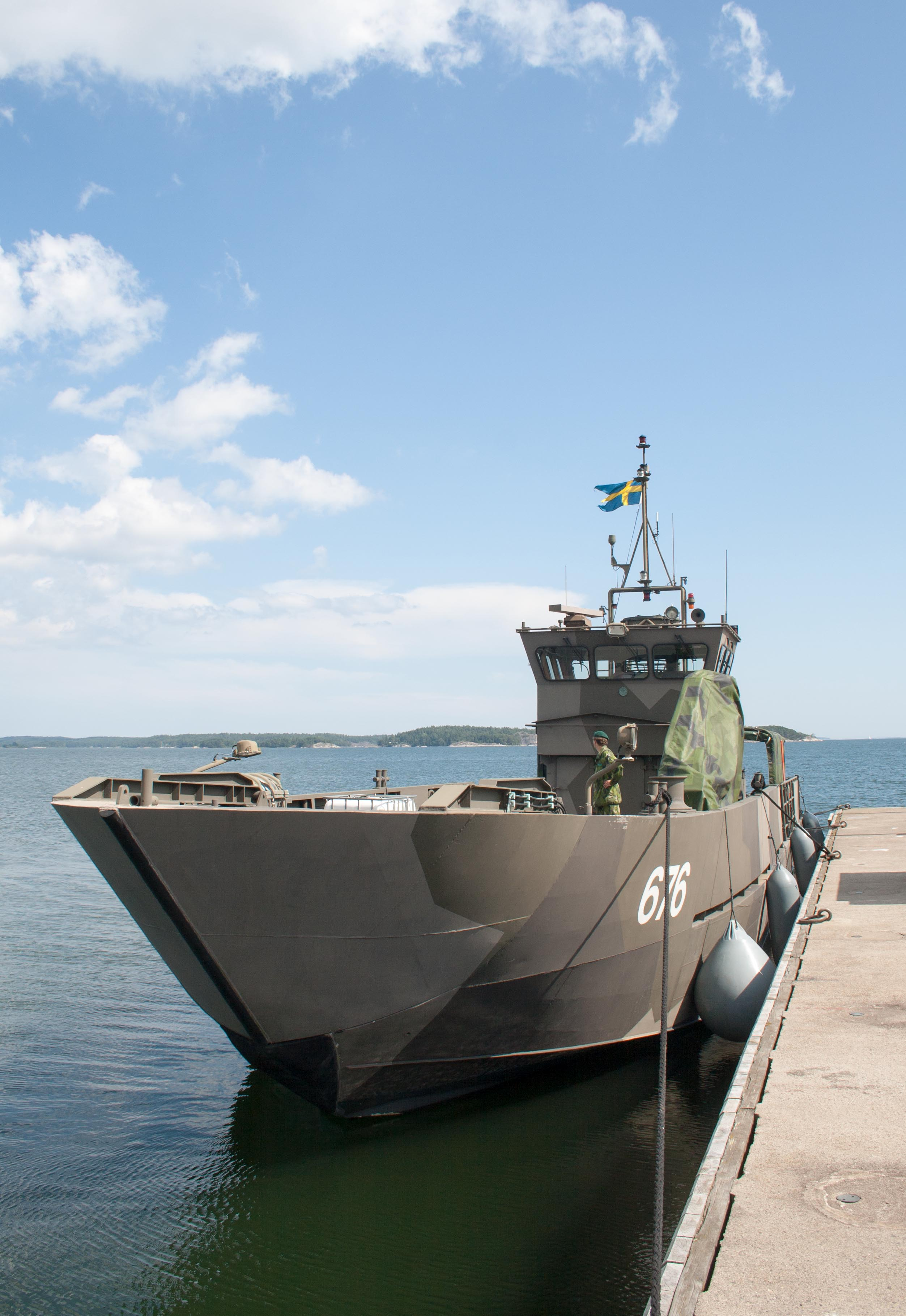
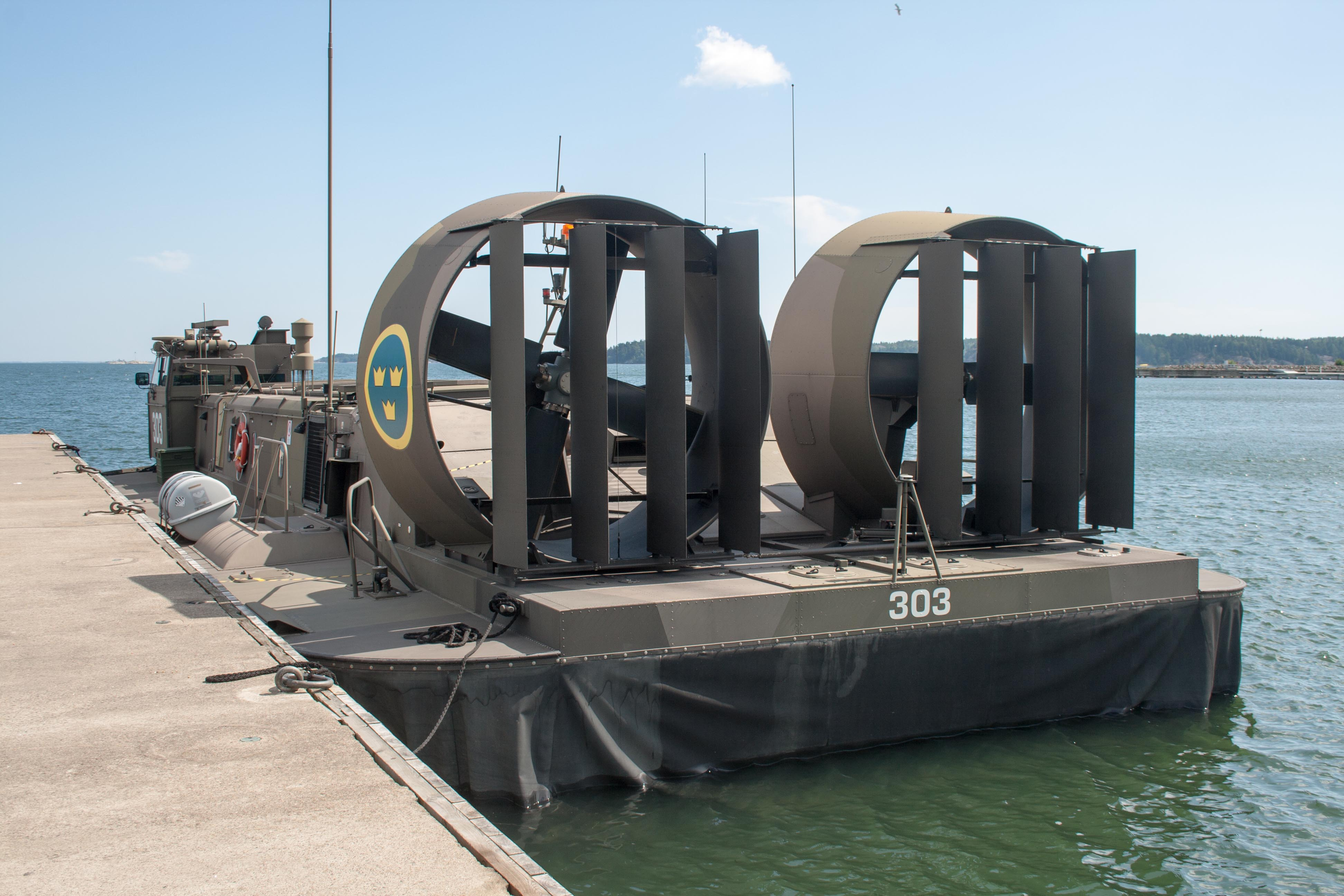